# ブルセラ属
ブルセラ属（Brucella）はグラム陰性の非芽胞形成好気性非運動性の球菌ないし桿菌。ブルセラ科に属する。名称はブルセラ属菌が原因となって起きるブルセラ症の研究で貢献したデヴィッド・ブルースに因む。GC含量は55から58。基準種はブルセラ・メリテンシス（B.  melitensis）。
分類はやや混乱している。細菌学名承認リスト時点で認められていた6種は、DND-DNA分子交雑法では区別が付かず、これによる分類では全てB.  melitensisにまとめられる。しかし異論も多く、通常は従来の学名が使用される。なお、その後6種が記載され、2018年現在、ブルセラ属は12種となっている。
動物細胞に細胞内寄生体として生息する。ヒトを含め哺乳類に対して病原性を示す。フォーゲス・プロスカウエル試験およびメチルレッド試験は陰性、カタラーゼ、オキシダーゼ、ウレアーゼは概ね陽性。コスターの染色によって検出できる。培養する際には数パーセント程度の二酸化炭素が必要である。プレート培養にはブルセラ寒天培地やチョコレート寒天培地が用いられる。